# Cosa Nostra (Dokumentarfilm)
Cosa Nostra (Originaltitel: Cosa Nostra, de Palerme à New York) ist ein zweiteiliger Dokumentarfilm von Anne Veron aus dem Jahr 2018 über die amerikanische Cosa Nostra und die originäre sizilianische Cosa Nostra.

## Inhalt

### Angriff auf Amerika
Der erste Teil des Dokumentarfilms beleuchtet die Entstehung der amerikanischen Cosa Nostra in New York City nach den Einwanderungswellen zum Ende des 19. Jahrhunderts. Dabei liegt der Fokus besonders auf die Einflussnahme und Macht von Charles „Lucky“ Luciano. Ebenso behandelt der Film die Geschichte der originären sizilianischen Cosa Nostra ab den 1920er Jahren, nach der Machtübernahme von Benito Mussolini.

### Der Mafia-Krieg
Der zweite Teil des Dokumentarfilms behandelt den Kampf gegen die Drogenkriminalität ab den 1970er Jahren und den von der amerikanischen und sizilianischen Cosa Nostra geführten Drogenhandel sowie die daraus resultierenden Folgen für Mafiosi und Juristen.

## Liste der Interviewpartner
- Alessandra Dino – Soziologin und Schriftstellerin
- Charles Rooney – Ehem. FBI-Agent
- Edward McDonald – Ehem. New Yorker Staatsanwalt
- Francesco Accordino – Kriminalkommissar
- Francesco La Licata – Journalist und Autor
- Gaspare Mutolo – Ehem. Mitglied des Partanna-Mondello-Mafia-Clans
- Joseph Pistone – Ehem. Verdeckter Ermittler des FBI
- Leoluca Orlando – Italienischer Jurist und Politiker
- Leonardo Guarnotta – Ehem. Antimafia-Richter
- Maria Laurino – Journalistin und Autorin
- Peppino Di Lorenzo – Reporter
- Salvatore Lupo – Historiker
- Saverio Lodato – Journalist
- Selwyn Raab – Journalist und Autor
- Umberto Santino – Autor
- Vittorio Teresi – Richter a. D.

## Hintergrund
Der von AB Productions produzierte zweiteilige Dokumentarfilm wurde in Frankreich am 1. September 2018 auf Toute l’Histoire und in Deutschland in deutscher Fassung am 14. September 2020 auf ZDFinfo veröffentlicht. Die deutsche Fassung entstand durch die Synchronfirma TransEuroTV und wurde von 104 Minuten auf 88 Minuten gekürzt.